# The Nest (film 1988)
The Nest (traduzione lett. Il nido) è un film horror del 1988, scritto e diretto da Terence H. Winkless.
Il film è basato sul romanzo The Nest di Eli Cantor (pubblicato con lo pseudonimo di Gregory A Douglas), ed è stato prodotto da Julie Corman per la Concorde Pictures di Roger Corman. Lo slogan del film è "Scarafaggi, non avete mai assaggiato carne... fino ad ora."

## Trama
Lo sceriffo di una piccola città chiamata North Port ha un problema con un'invasione di scarafaggi che assalgono e divorano gli esseri umani.

## Distribuzione
The Nest è stato distribuito nei cinema dalla Concorde Pictures soltanto negli Stati Uniti il 13 maggio del 1988. 
È stato pubblicato in quello stesso anno su VHS dalla MGM/UA Home Video.
New Concorde Home Entertainment ha distribuito il film in DVD nel 2001, mentre la versione DVD/Blu-Ray è stata pubblicata da Shout! nel 2013.
Il film è inedito in Italia.